# Molnia-1T
Molnya-1T, (código GRAU: 11F658T), é a designação da terceira série de satélites de comunicação da União Soviética, depois Rússia. Uma versão melhorada do satélite Molnia-1+, o Molnia-1T, era parte de um sistema de comunicação e controle para a Força Estratégica de Mísseis.
O seu desenvolvimento teve início em 1979 com o primeiro lançamento do Molnya-1T ocorrendo em 2 de Abril de 1983, tendo entrado em serviço efetivo em 1987. Desde 2006, está sendo substituído paulatinamente pelo satélite "Meridian".

## História
O satélite "Molnia-1T" representa a evolução dos satélites Molnia-1+, que por sua vez foi a primeira evolução do Molnia-1, também desenvolvido pelo OKB-10 (atual ISS Reshetnev).
O satélite Molnia-1 foi originalmente projetado para trabalhar de forma individual, e para isso, era lançado numa órbita bem específica de modo a privilegiar as condições de luminosidade para as células solares. Depois de receber a documentação sobre o Molnia-1, o  OKB-10 modificou o satélite para trabalhar num sistema de no mínimo três satélites, permitindo o seu uso em todas as condições de iluminação. No modelo Molnia-1+ foram aprimoradas as antenas de transmissão, as fontes de alimentação e o sistema de controle de temperatura.
Em 1967, dois "Molnia-1+" e um "Molnia-1" formaram o primeiro sistema de comunicação por satélite soviético, adotado em 1968 em caráter experimental. O sistema permitia comunicações telefônicas e telegráficas, além de transmitir a programação da TV estatal usando 20 antenas com 12 m de diâmetro especialmente criadas para isso, o sistema Órbita. Em consequência desse sistema, no início de 1968 o público desses programas de televisão chegou a 20 milhões de pessoas.
No período entre 1965 e 1967 houve a decisão de estabelecer o satélite Molnia-1+ como a base de um sistema de comando e controle de comunicação militar chamado "Corundum". Sistema esse que entrou em serviço em 1975, e o número de satélites no sistema aumentou de quatro para oito.
Um sistema mais moderno identificado como "Emery" foi iniciado em 1983 com os voos de teste do satélite Molnya-1T. Essa nova versão do sistema, identificada como "Corundum-M", consistindo de oito satélites "Molnya-1T", foi colocada em serviço em 1987.

## Objetivo

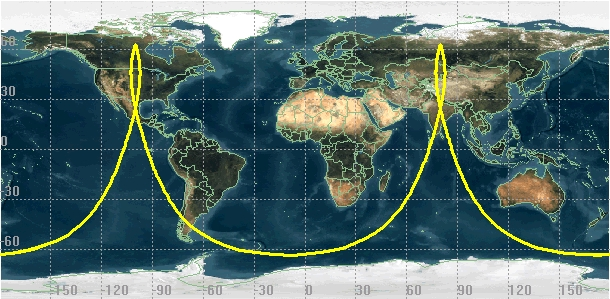
A rota no solo dos satélites Molnia

O satélite Molnia-1T tinha como objetivo permitir as comunicações de comando e controle da Força Estratégica de Mísseis. Como parte do sistema "Emery" fez parte do complexo de sistemas de comunicação das forças armadas, garantindo o comando e controle das comunicações de rádio em estações móveis "Surgut", sob a responsabilidade do Ministério da Defesa
Cada grupo operacional de satélites "Molnia-1T", consistia de oito unidades atuando sobre o Hemisfério norte, numa órbita específica, com apogeu de 40.000 km e perigeu de 500 km. Esse grupo de satélites era dividido em quatro pares, cada um se movendo num intervalo de 6:00 horas entre um e outro. As rotas desses pares eram separadas por 90° de longitude, ou seja, oito satélites cobriam todo o Mundo. O seu apogeu exagerado permitia ao primeiro grupo, uma cobertura praticamente contínua dos territórios da Sibéria Central e da América do Norte, enquanto o segundo grupo cobria a Europa Ocidental e o Pacífico.
Além de tudo isso, os satélites "Molnia-1T" foram usados mais recentemente para estabelecer comunicação e gerenciar o sistema operacional "Regul" com o segmento russo (módulo "Zvezda") da ISS, equivalente ao sistema TRDS dos Estados Unidos.

### Carga útil
Diferente do Molnia-1, o Molnia-1T usa antenas do tipo "quatro hélices" no lugar daquelas do tipo "guarda chuva". Além disso, o "Molnya-1T" foi construído já usando a tecnologia de estado sólido (transistores), com potência de 40 watts. O sistema era operado na frequência de 0/0.8 GHz. No total, esses satélites tinham três unidades repetidoras: uma operacional e duas reservas, para transmissão ou retransmissão de canais de múltiplas vias para comunicações de rádio, telefone, telégrafo e televisão.

## Plataforma

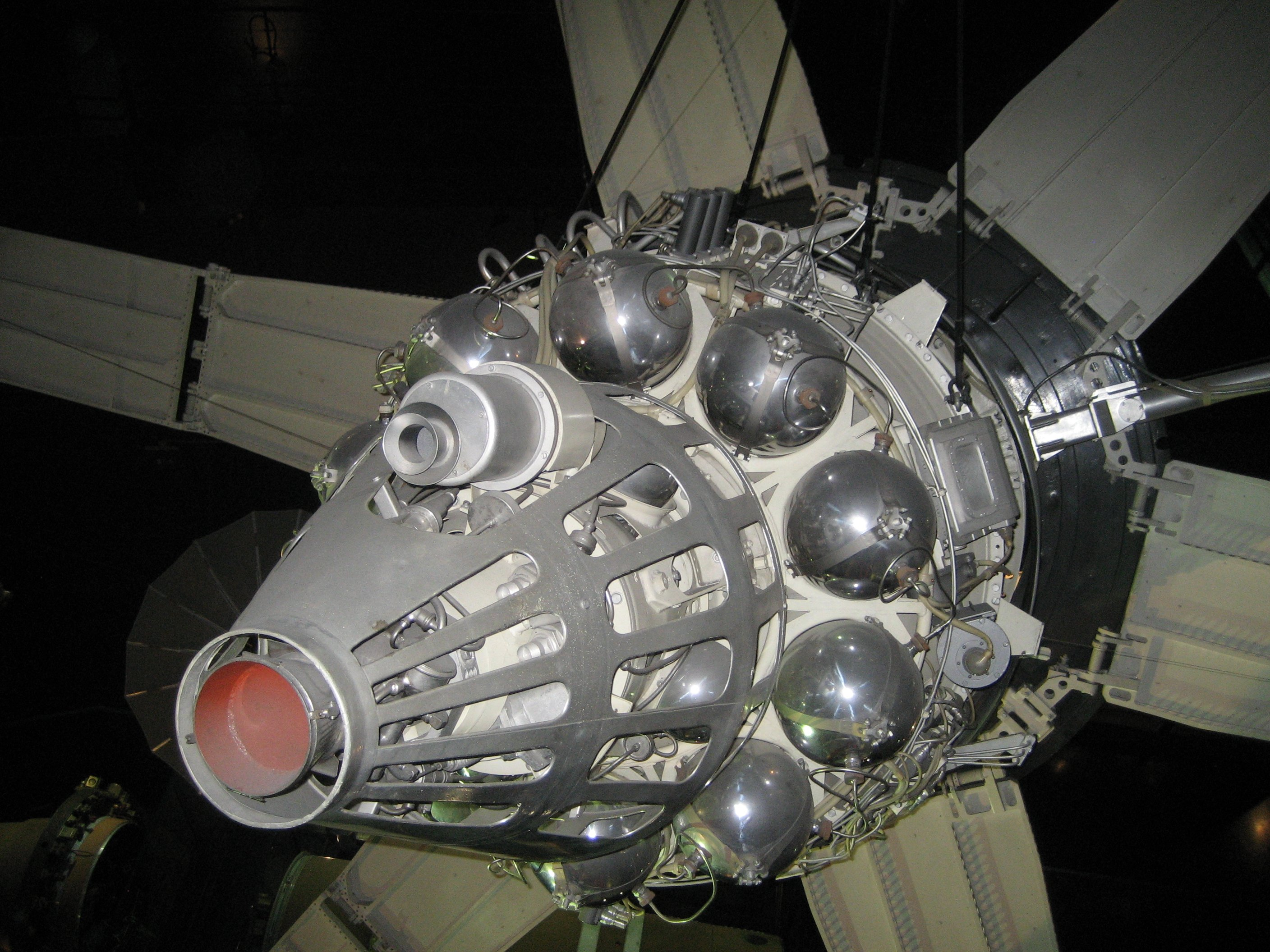
Close de um satélite Molnia, em destaque os reservatórios de nitrogênio esféricos para alimentação do sistema de orientação do satélite

Assim como seu antecessor, o satélite "Molnia-1T" foi construído cobre a plataforma Kaur-2.
Essa plataforma, consistia de um compartimento cilíndrico pressurizado com os equipamentos de serviço e retransmissão, que era interligado com seis painéis solares, um módulo de propulsão para controle de atitude e correção orbital na forma de um cone truncado, além de antenas, radiadores externos, sistema de controle de temperatura, sistemas de controle geral, reservatórios de nitrogênio esféricos para o sistema de orientação. O corpo do satélite ficava orientado longitudinalmente para o Sol, e as antenas montadas externamente ficavam permanentemente voltadas para a Terra.
Diferente dos satélites "Molnia-1+" cuja vida útil estimada era de 3 a 4 anos, o "Molnia-1T" tinha a vida útil aumentada para 7 a 8 anos.

### Sistema de controle de atitude
Os satélites "Molnia-1" tinham um único sistema de controle de orientação, onde um giroscópio controlava as atitudes do satélite em relação ao seu centro de massa. Como os painéis solares estavam firmemente presos ao corpo do satélite, ele precisava apontar para o Sol o tempo todo. Isso era conseguido com a ajuda de um grande giroscópio montado dentro do satélite.
Assim que o satélite se separava do último estagio do foguete e estava apontando para o Sol, o giroscópio começava a girar numa alta taxa de RPMs. Dessa forma, o giroscópio mantinha o eixo do satélite apontando para uma direção fixa no espaço. O giroscópio montado nos satélites "Molnia-1", estava associado a um sistema de molas e amortecedores para reduzir a vibração, mantendo o giroscópio suspenso dentro do corpo do satélite. Apesar da parte mecânica ser complexa, a parte eletrônica do sistema era bem simples e confiável, e por muitos anos, funcionou sem falhas nesses satélites. Associado ao sistema giroscópico, o micromotor KDU-414, alimentado por nitrogênio comprimido era acionado para corrigir pequenos desvios da posição predeterminada devido a alterações de trajetória eventuais. A combinação de um potente giroscópio com micromotores, criou uma combinação de excelente custo benefício para sistemas de orientação, com mínimo consumo de combustível.

## Lista de lançamentos do Molnia-1T
| 1  | Molnia-1-57 | Molnia-1  | 02 de abril de 1983     | 1983-025A | 13964 | 26 de janeiro de 2000   |
| 2  | Molnia-1-58 | Molnia-1  | 19 de julho de 1983     | 1983-073A | 14199 | 23 de fevereiro de 1995 |
| 3  | Molnia-1-59 | Molnia-1  | 23 de novembro de 1983  | 1983-114A | 14516 | 30 de outubro de 2001   |
| 4  | Molnia-1-60 | Molnia-1  | 16 de março de 1984     | 1984-029A | 14825 | 04 de novembro de 1994  |
| 5  | Molnia-1-61 | Molnia-1  | 10 de agosto de 1984    | 1984-085A | 15182 | 31 de dezembro de 2002  |
| 6  | Molnia-1-62 | Molnia-1  | 24 de agosto de 1984    | 1984-089A | 15214 | em órbita               |
| 7  | Molnia-1-63 | Molnia-1  | 14 de dezembro de 1984  | 1984-124A | 15429 | em órbita               |
| 8  | Molnia-1-64 | Molnia-1  | 22 de agosto de 1985    | 1985-074A | 15977 | 22 de março de 2000     |
| 9  | Molnia-1-65 | Molnia-1  | 22 de agosto de 1985    | 1985-099A | 16187 | 13 de fevereiro de 1999 |
| 10 | Molnia-1-66 | Molnia-1  | 22 de agosto de 1985    | 1985-103A | 16220 | 02 de agosto de 2002    |
| 11 | Molnia-1-67 | Molnia-1  | 30 de julho de 1986     | 1986-057A | 16885 | 28 de janeiro de 2000   |
| 12 | Molnia-1-68 | Molnia-1  | 05 de setembro de 1986  | 1986-068A | 16934 | 20 de junho de 2000     |
| 13 | Molnia-1-69 | Molnia-1  | 15 de novembro de 1986  | 1986-089A | 17078 | em órbita               |
| 14 | Molnia-1-70 | Molnia-1  | 26 de dezembro de 1986  | 1986-103A | 17264 | 01 de fevereiro de 2006 |
| 15 | Molnia-1-71 | Molnia-1  | 11 de março de 1988     | 1988-017A | 18946 | em órbita               |
| 16 | Molnia-1-72 | Molnia-1  | 17 de março de 1988     | 1988-022A | 18980 | 04 de julho de 2001     |
| 17 | Molnia-1-73 | Molnia-1  | 12 de agosto de 1988    | 1988-069A | 19377 | 16 de dezembro de 1999  |
| 18 | Molnia-1-74 | Molnia-1  | 28 de dezembro de 1988  | 1988-115A | 19730 | 31 de julho de 1998     |
| 19 | Molnia-1-75 | Molnia-1  | 15 de fevereiro de 1989 | 1989-014A | 19807 | em órbita               |
| 20 | Molnia-1-76 | Molnia-1  | 27 de setembro de 1989  | 1989-078A | 20255 | 11 de novembro de 2000  |
| 21 | Molnia-1-77 | Molnia-1  | 26 de abril de 1990     | 1990-039A | 20583 | 25 de fevereiro de 2005 |
| 22 | Molnia-1-78 | Molnia-1  | 10 de agosto de 1990    | 1990-071A | 20742 | 06 de julho de 2007     |
| 23 | Molnia-1-79 | Molnia-1  | 23 de novembro de 1990  | 1990-101A | 20949 | 30 de agosto de 2005    |
| 24 | Molnia-1-80 | Molnia-1  | 15 de fevereiro de 1991 | 1991-012A | 21118 | em órbita               |
| 25 | Molnia-1-81 | Molnia-1  | 18 de junho de 1991     | 1991-043A | 21426 | em órbita               |
| 26 | Molnia-1-82 | Molnia-1  | 01 de agosto de 1991    | 1991-053A | 21630 | 09 de outubro de 2004   |
| 27 | Molnia-1-83 | Molnia-1  | 04 de março de 1992     | 1992-011A | 21897 | 01 de julho de 2007     |
| 28 | Molnia-1-84 | Molnia-1  | 06 de agosto de 1992    | 1992-050A | 22068 | 04 de abril de 2008     |
| 29 | Molnia-1-85 | Molnia-1  | 13 de janeiro de 1993   | 1993-002A | 22309 | 15 de novembro de 2005  |
| 30 | Molnia-1-86 | Molnia-1  | 26 de maio de 1993      | 1993-035A | 22671 | em órbita               |
| 31 | Molnia-1-87 | Molnia-1Т | 22 de dezembro de 1993  | 1993-079A | 22949 | em órbita               |
| 32 | Molnia-1-88 | Molnia-1Т | 14 de dezembro de 1994  | 1994-081A | 23420 | em órbita               |
| 33 | Molnia-1-89 | Molnia-1Т | 14 de agosto de 1996    | 1996-045A | 24273 | 06 de abril de 2012     |
| 34 | Molnia-1-90 | Molnia-1Т | 24 de setembro de 1997  | 1997-054A | 24960 | em órbita               |
| 35 | Molnia-1-91 | Molnia-1Т | 28 de setembro de 1998  | 1998-054A | 25485 | em órbita               |
| 36 | Molnia-1-92 | Molnia-1Т | 02 de abril de 2003     | 2003-011A | 27707 | em órbita               |
| 37 | Molnia-1-93 | Molnia-1Т | 02 de abril de 2004     | 2003-011A | 27707 | em órbita               |